# Susana Freyre
Susana Guenola Zubiri, cunoscută cu numele de artistă Susana Freyre, (n. 5 septembrie 1929, Rosario, Provincia Santa Fe, Argentina) este o actriță de film, televiziune și de de teatru argentiniană. Printre cele mai cunoscute filme ale sale se numără Cântecul lebedei (1945), De ce a mințit barza? (1949), Iubirile mele în Rio (1959) și Paula captivă (1963).

## Biografie
Numele ei matern este Vidal. A început munca în cinematografie în 1945 în Las seis suegras de Barba Azul regizat de Carlos Hugo Christensen (1914-1999), cu care s-a căsătorit și care i-a regizat majoritatea filmelor în care a jucat și pe care l-a însoțit în timpul șederii sale în Mexic.
Printre spectacolele sale, este amintit personajul Paulei, o aristocrată decăzută care a lucrat ca „call girl” cu Fernanda Mistral, în filmul Paula captivă (1963) la care a participat alături de Duilio Marzio și Lautaro Murua, regizat de Fernando Ayala, despre o poveste a lui Beatriz Guido, a cărei acțiune a avut loc în timpul unei revolte militare în 1962, și care i-a adus filmului în 1964 Premiul Condorul de Argint, unde cântă și interpretează la chitară (lucrări de Astor Piazzolla). A filmat în Argentina, Brazilia, Venezuela și Mexic.
În teatru a jucat în multe piese, printre care El hombre de la mundo a lui Ventura de la Vega, la Teatro Nacional Cervantes (1969) alături de Esteban Serrador și Rosa Rosen.
În 2003 a primit premiul pentru întreaga carieră din viață de la Asociația Cronicirilor Cinematografici din Argentina. A primit premiul împreună cu Elsa Daniel, María Vaner și Duilio Marzio.
În 2012 a fost prezentatoarea la Premiile Condorul de Argint la teatrul Avenida din Buenos Aires.
Pe 27 august 2012, la Teatrul Tabarís din Buenos Aires, Fundația SAGAI i-a înmânat premiul „Reconocimiento a la Trayectoria 2012” figurilor din mediul audiovizual la vârsta de peste 80 de ani.

## Filmografie selectivă

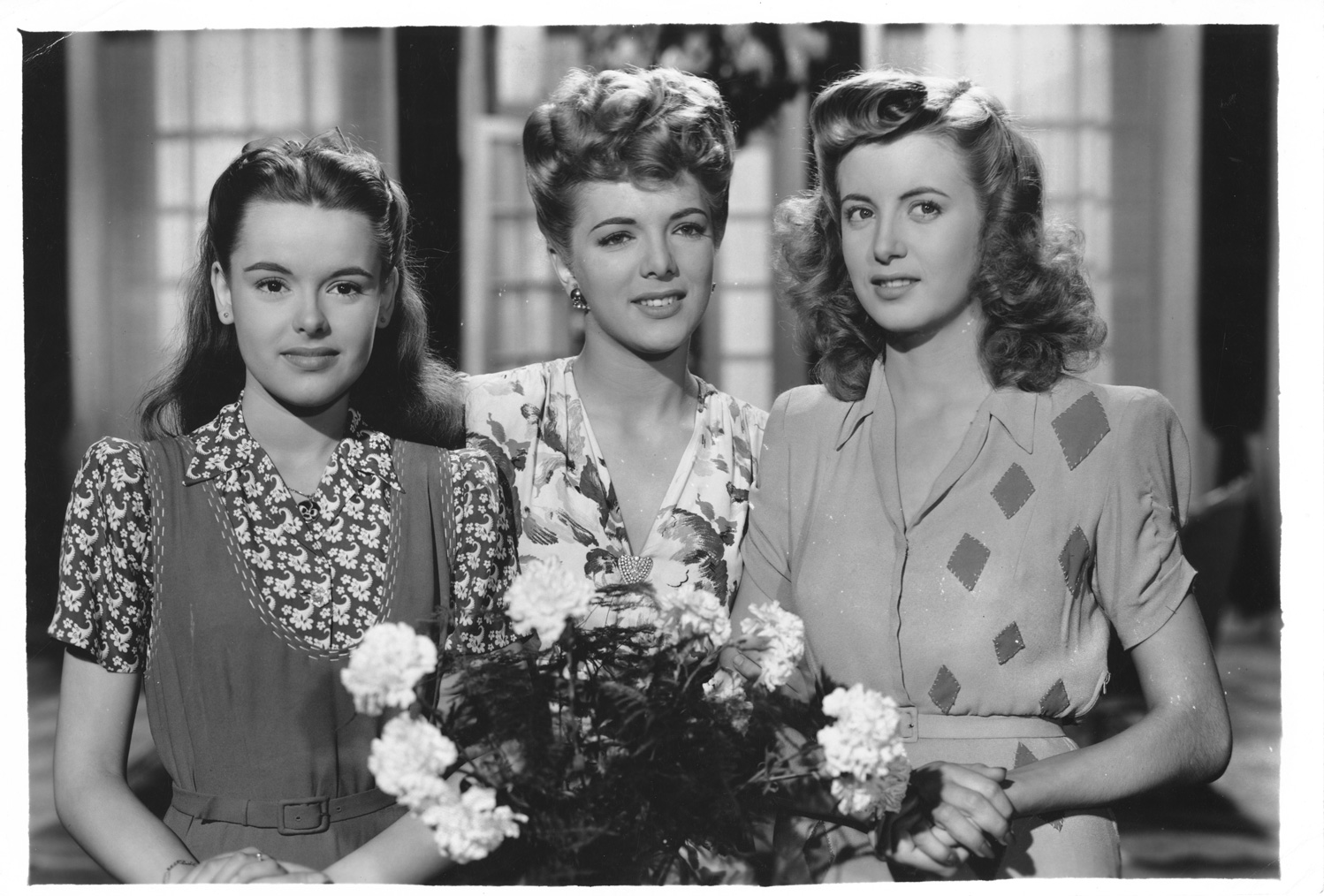
Susana Freyre, Nelly Darén și Rita Juárez în El canto del cisne (1945)

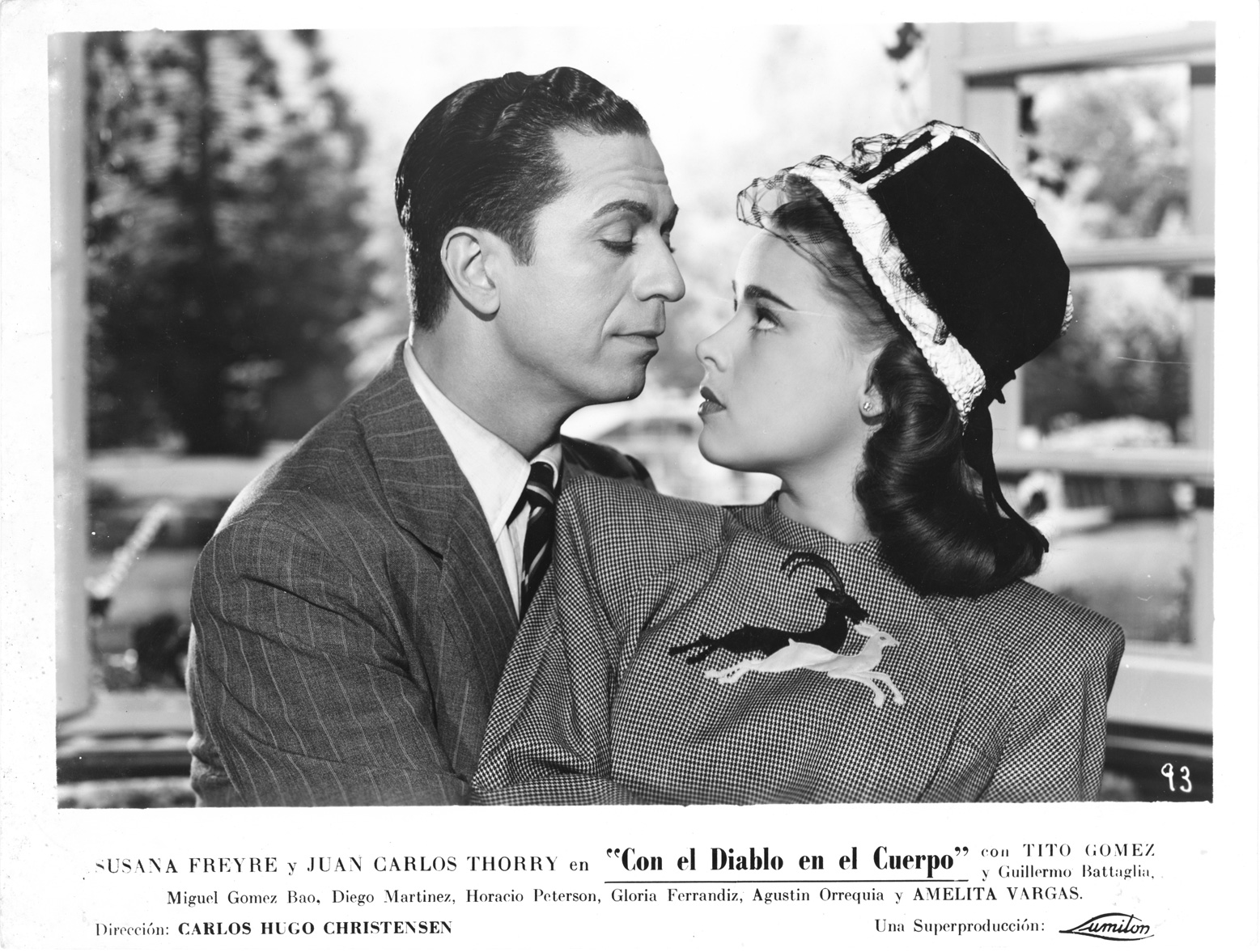
Susana Freyre cu Juan Carlos Thorry

- 1945 Las seis suegras de Barba Azul, regia Carlos Hugo Christensen
- 1945 Cântecul lebedei (El canto del cisne), regia Carlos Hugo Christensen
- 1946 No salgas esta noche, regia Arturo García Buhr
- 1946 El gran amor de Bécquer, regia Alberto de Zavalía
- 1947 Con el diablo en el cuerpo, regia Carlos Hugo Christensen
- 1948 La novia de la Marina, regia Benito Perojo
- 1948 Una atrevida aventurita, regia Carlos Hugo Christensen
- 1949 De ce a mințit barza? (¿Por qué mintió la cigüeña?), regia Carlos Hugo Christensen
- 1950 El demonio es un ángel, regia Carlos Hugo Christensen
- 1950 La loca de la casa, regia [Juan Bustillo Oro]]
- 1953 Un ángel sin pudor, regia Carlos Hugo Christensen
- 1955 Leonora dos sete mares, regia Carlos Hugo Christensen
- 1958 Amor para três, regia Carlos Hugo Christensen
- 1958 Matemática zero, amor dez, regia Carlos Hugo Christensen
- 1959 Iubirile mele în Rio (Mis amores en Río), regia Carlos Hugo Christensen
- 1963 Paula captivă (Paula cautiva), regia Fernando Ayala cu Fernanda Mistral
- 1964 Primero yo, regia Fernando Ayala
- 1974 La flor de la mafia, regia Hugo Moser